# Terrasse des Lepra-Königs

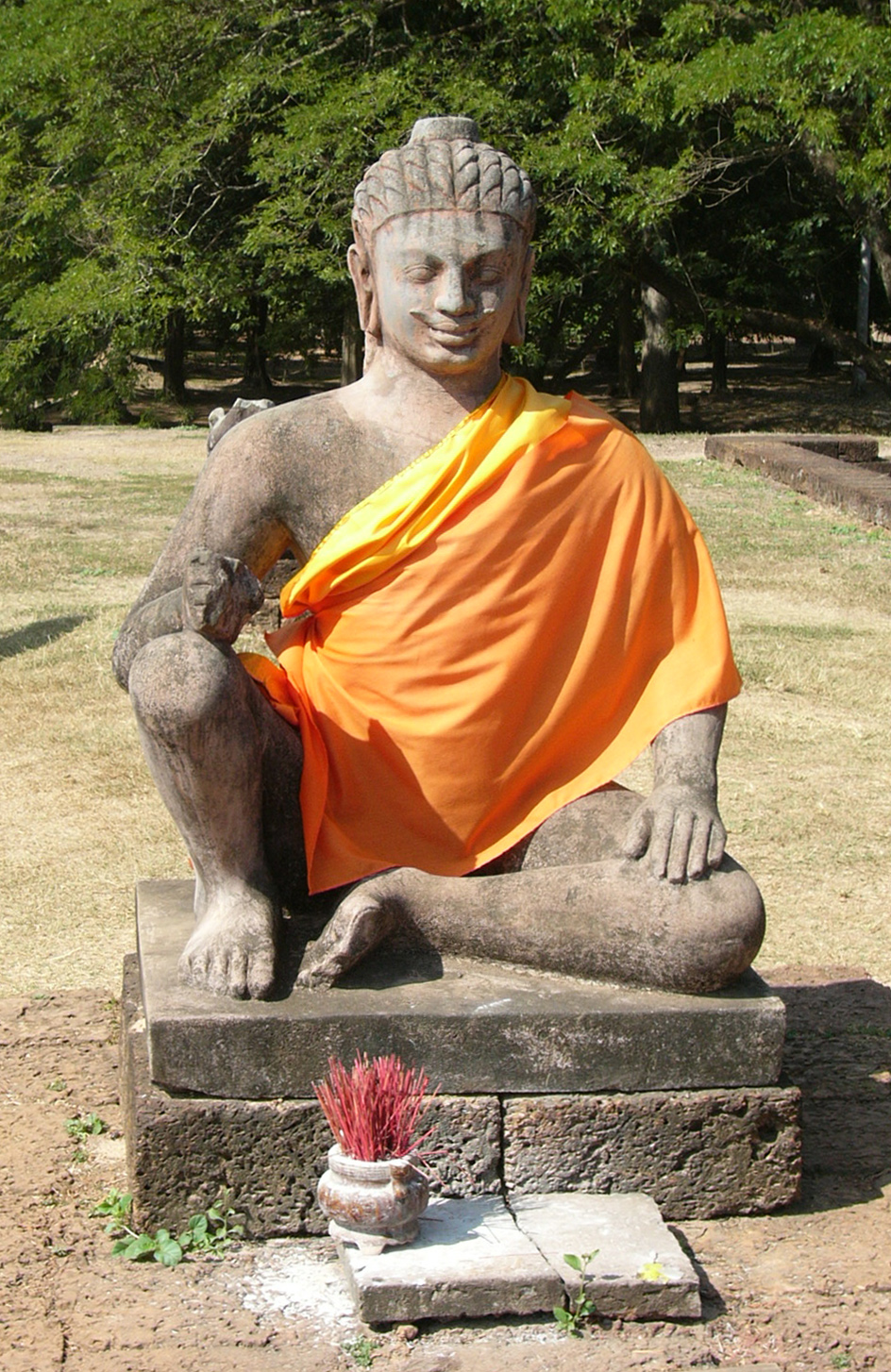
Der so genannte Lepra-König (Replikat)

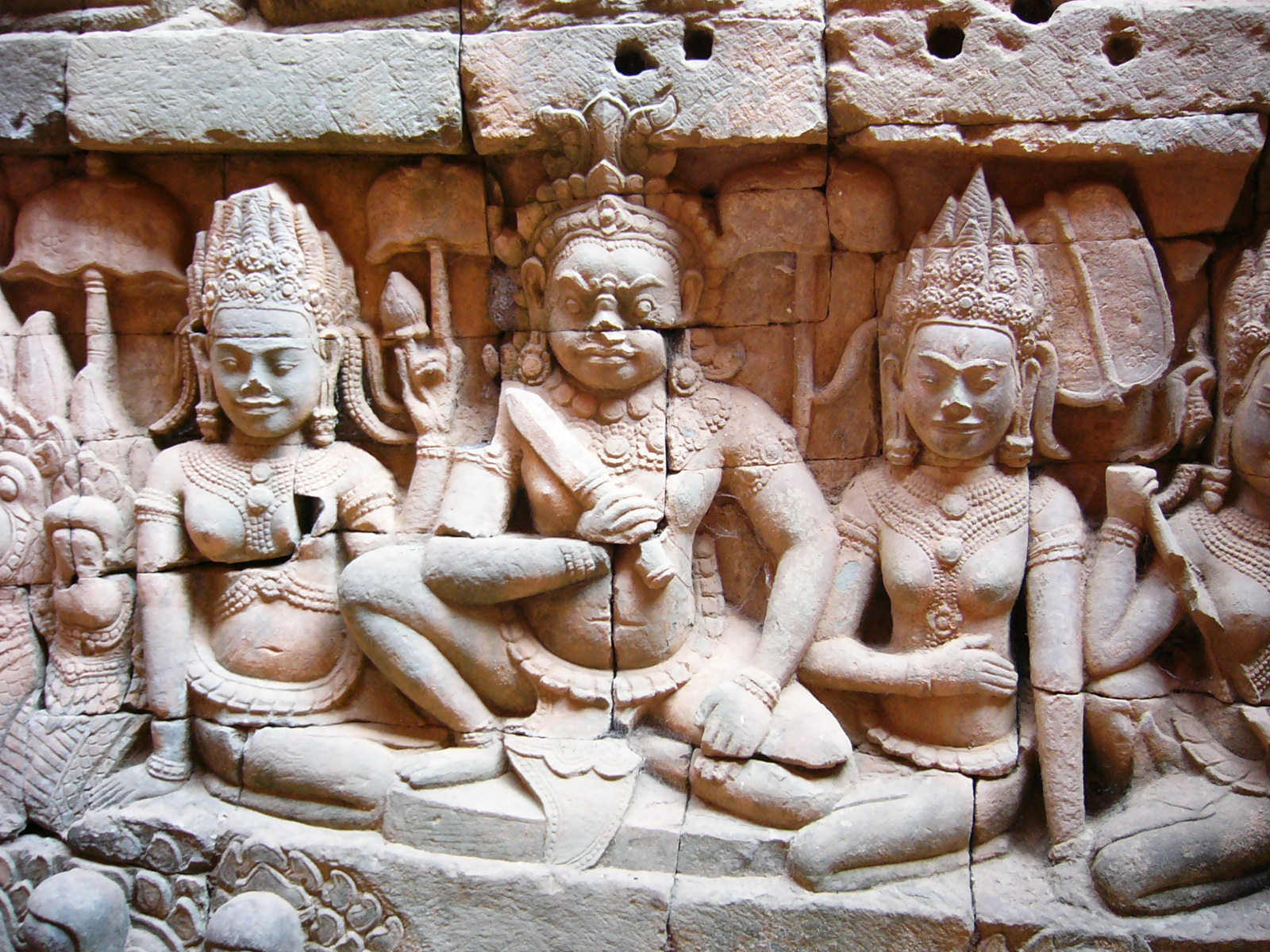
Reliefdetail an der Terrasse des Lepra-Königs

Die Terrasse des Lepra-Königs (Khmer:  ព្រះលានស្តេចគម្លង់) befindet sich nahe der Stadt Siem Reap (Kambodscha) an der Nord-Süd-Straße durch Angkor Thom, am großen Platz nördlich der Terrasse der Elefanten. Mit ihren zahlreichen gut erhaltenen Reliefs zählt die Terrasse des Lepra-Königs zu den schönsten Khmer-Kunstwerken.
Wer diese Terrasse erbauen ließ, ist unklar. Genannt werden insbesondere König Jayavarman VII. gegen Ende seiner Regierungszeit (um 1220) und König Jayavarman VIII. (etwa 1243–1295).
Der Name der Terrasse leitet sich von einer auf ihr befindlichen Statue her, einer angeblichen Darstellung des Königs Yasovarman I. (899–910), der die erste Stadt in Angkor errichten ließ, an Lepra erkrankte, starb und im Volksmund „Lepra-König“ hieß. 
Wahrscheinlich jedoch stellt die Statue keinen König dar, sondern Yama, den hinduistischen Gott des Todes. Auf der Terrasse fanden möglicherweise rituelle Verbrennungen von Leichnamen der Königsfamilie und hoher Würdenträger statt. Die Originalstatue steht heute im Nationalmuseum von Phnom Penh – auf der Terrasse befindet sich lediglich ein Replikat.